# Fan Pengfei
 (avril 2022).
Le contenu est difficilement compréhensible vu les erreurs de traduction, qui sont peut-être dues à l'utilisation d'un logiciel de traduction automatique.
 (avril 2022).
Fan Pengfei (chinois traditionnel : 范朋飞) est un chanteur chinois, né le 15 février 1992 à Zhengzhou (Henan). Entre 2012 et 2022, il a sorti un total de quatre albums de musique.

## carrière
Fan Pengfei n'a pas reçu de formation musicale depuis son enfance et a étudié la composition musicale pendant son temps libre à l'Université. Après avoir obtenu son diplôme de l’université, Fan Pengfei prend le temps d’écrire des paroles et de la musique tous les jours pendant son temps libre. Fan Pengfei a donné le premier concert de l'album "Li's Girl" 李家姑娘） Joignez - vous à Love Bean Music le 13 avril 2014. Single release of Li Pengfei and Zhang Pengfei 不相分离） 19 mai 2014. Fan Pengfei sort un single entre nous 你我之间） Le 22 novembre 2021. Le 10 janvier 2022, Fan Pengfei a remporté le prix lyrique pour avoir chanté de la musique chinoise en 2021. Le 14 mars 2022, Fan Pengfei a participé au service communautaire de volontaires pour la détection des acides nucléiques à Zhengzhou, Henan.

## Discographie
Album studio
| Album # | Title                                                       | Released Date   | Label               |
| ------- | ----------------------------------------------------------- | --------------- | ------------------- |
| 1st     | Do not hurt me (不疼我)                                     | 28 June 2012    | Independent release |
| 2nd     | Holding the Son of Heaven to Order Princes (挟天子以令诸侯) | 03 March 2013   | Independent release |
| 3rd     | Li Family (李家姑娘)                                        | 15 March 2014   | Independent release |
| 4th     | Wandering Together (一起去流浪)                             | 21 October 2014 | Independent release |

célibataire
| Single # | Title                             | Released Date |
| -------- | --------------------------------- | ------------- |
| 1st      | Her Cat (她的猫)                  | Sep 2013      |
| 2nd      | Shengda welcomes you (升达欢迎您) | Nov 2013      |
| 3rd      | Not phase separated (不相分离)    | May 2014      |
| 4th      | Qianqianzi Yin (芊芊子吟)         | Nov 2014      |
| 5th      | Outside the small stack (小栈外)  | Nov 2014      |
| 6th      | Old House (旧故里)                | Jan 2015      |
| 7th      | Encounter (邂逅)                  | Jan 2015      |
| 8th      | Autumn Scissors (秋风剪)          | Feb 2017      |
| 9th      | Interfinger note (指间音符)       | Feb 2012      |